# Gruppo di NGC 1241
Il Gruppo di NGC 1241 comprende almeno cinque galassie situate nella costellazione dell'Eridano.
La distanza media tra il centro di massa di questo gruppo e la nostra Via Lattea è di circa 184 milioni di anni luce (56,4 Mpc).

## Membri
Le galassie componenti il gruppo, nell'ordine indicato nell'articolo di Garcia del 1993, sono elencate nella tabella sottostante.
| Nome       | Classificazione | Tipo            | RA (J2000.0)  | DEC (J2000.0) | Velocità radiale (km/s) | Magnitudine apparente | Distanza (Mpc) | Dimensioni (kal) |
| ---------- | --------------- | --------------- | ------------- | ------------- | ----------------------- | --------------------- | -------------- | ---------------- |
| NGC 1241   | SB(rs)b         | Spirale barrata | 03h 10m 53.7s | -08° 55′ 20″  | 4026 ± 1                | 12,0                  | 56,8 ± 4,0     | 137              |
| NGC 1242   | SB(rs)c?        | Spirale barrata | 03h 11m 19.3s | -08° 54′ 09″  | 4026 ± 1                | 13,7                  | 56,8 ± 4,0     | 76               |
| NGC 1247   | Sbc             | Spirale         | 03h 12m 14.3s | -10° 28′ 52″  | 3942 ± 5                | 12,5                  | 55,7 ± 3,9     | 210              |
| MGC -2-9-6 | (R')SB(r)a?     | Spirale barrata | 03h 09m 52.5s | -10° 02′ 58″  | 4050 ± 6                | 13,200 ± 0,100        | 57,1 ± 4,0     | 76               |
| MK 1071    | ?               | ?               | 03h 12m 20.7s | -10° 30′ 49″  | 3942 ± 45               | 14,6 ± 0,3            | 55,6 ± 4,0     | 28               |

Il sito DeepskyLog permette di trovare agevolmente le costellazioni in cui sono situate le galassie; in alternativa si possono utilizzare le coordinate delle galassie per individuarle. Se non altrimenti indicato, le coordinate sono quelle fornite dal sito NASA/IPAC (National Aeronautics and Space Administration / Infrared Processing and Analysis Center).